# راهوبية
الراهوبية (الاسم العلمي: Microbotryaceae)، فصيلة فطور مجهرية طفيلية من الدعاميات ورتبة الراهوبيات.